# RNF38
RNF38 (англ. Ring finger protein 38) – білок, який кодується однойменним геном, розташованим у людей на короткому плечі 9-ї хромосоми. Довжина поліпептидного ланцюга білка становить 515 амінокислот, а молекулярна маса — 57 595.
| 10         |  | 20         |  | 30         |  | 40         |  | 50         |
| ---------- |  | ---------- |  | ---------- |  | ---------- |  | ---------- |
| MACKISPGAN |  | SASLPGHPNK |  | VICERVRLQS |  | LFPLLPSDQN |  | TTVQEDAHFK |
| AFFQSEDSPS |  | PKRQRLSHSV |  | FDYTSASPAP |  | SPPMRPWEMT |  | SNRQPPSVRP |
| SQHHFSGERC |  | NTPARNRRSP |  | PVRRQRGRRD |  | RLSRHNSISQ |  | DENYHHLPYA |
| QQQAIEEPRA |  | FHPPNVSPRL |  | LHPAAHPPQQ |  | NAVMVDIHDQ |  | LHQGTVPVSY |
| TVTTVAPHGI |  | PLCTGQHIPA |  | CSTQQVPGCS |  | VVFSGQHLPV |  | CSVPPPMLQA |
| CSVQHLPVPY |  | AAFPPLISSD |  | PFLIHPPHLS |  | PHHPPHLPPP |  | GQFVPFQTQQ |
| SRSPLQRIEN |  | EVELLGEHLP |  | VGGFTYPPSA |  | HPPTLPPSAP |  | LQFLTHDPLH |
| QEVSFGVPYP |  | PFMPRRLTGR |  | SRYRSQQPIP |  | PPPYHPSLLP |  | YVLSMLPVPP |
| AVGPTFSFEL |  | DVEDGEVENY |  | EALLNLAERL |  | GEAKPRGLTK |  | ADIEQLPSYR |
| FNPNNHQSEQ |  | TLCVVCMCDF |  | ESRQLLRVLP |  | CNHEFHAKCV |  | DKWLKANRTC |
| PICRADASEV |  | HRDSE      |  |            |  |            |  |            |

A: Аланін

C: Цистеїн

D: Аспарагінова кислота

E: Глутамінова кислота

F: Фенілаланін

G: Гліцин

H: Гістидин

I: Ізолейцин

K: Лізин

L: Лейцин

M: Метіонін

N: Аспарагін

P: Пролін

Q: Глутамін

R: Аргінін

S: Серин

T: Треонін

V: Валін

W: Триптофан

Кодований геном білок за функцією належить до трансфераз. 
Задіяний у таких біологічних процесах, як убіквітинування білків, альтернативний сплайсинг. 
Білок має сайт для зв'язування з іонами металів, іоном цинку. 
Локалізований у ядрі.